# Arvode
Arvode är en ekonomisk term som avser ersättning för ett uppdrag eller arbete av tillfällig art. 
Arvode utbetalas ofta avseende styrelsearbete, till riksdagsledamöter och kommunala befattningshavare. Beskattningsmässigt hanteras arvoden i de fallen som lön. Vid styrelsearbete i mindre föreningar utbetalas ofta inga arvoden men medlemmarna kan visa sin uppskattning genom att styrelsen exempelvis får äta en middag på föreningens bekostnad. Storleken på arvodena när det rör sig om konsultföretag, kreativa enskilda näringsidkare, revisionsbyråer, advokatbyråer och förvaltare i konkurs beslutas ofta utifrån olika fakturor. Storleken på dessa styrs till viss del av exempelvis advokatbranschens "god advokatsed", bland annat innebärande att arvodena ska vara skäliga.
Arvoden saknar vanligen pensionsrätt och rättigheter till semester, uppsägning, sjukersättning m.m..
Ordet honorar har samma innebörd som arvode, men anses numera gammaldags och "fint" och har ersatts av ordet royalty. Orden används mycket inom författarvärlden och avser då den summan pengar författaren får för att låta sin text publiceras. När det står "honorar utgår ej" betyder det att författaren inte får något arvode.
Ordet arvode är en försvenskning av ordet arvoƤe, fordom med betydelsen arbete.